# Tetraplegia
La tetraplegia o quadriplegia è una paralisi del torso e di tutti e quattro gli arti conseguente ad un trauma o ad una malattia. Si distingue dalla paraplegia che coinvolge solamente gli arti inferiori.

## Tetraplegia da lesione cerebrale
Una lesione cerebrale in età infantile precoce (paralisi cerebrale infantile) o in epoche successive della vita provoca una tetraplegia se vengono danneggiate estesamente le aree encefaliche deputate al controllo della motilità volontaria. Nell'ambito della paralisi cerebrale infantile i termini tetraplegia e tetraparesi sono di fatto sinonimi, poiché la paralisi completa del movimento (tetraplegia) in questa patologia è un evento rarissimo.

## Segni e sintomi

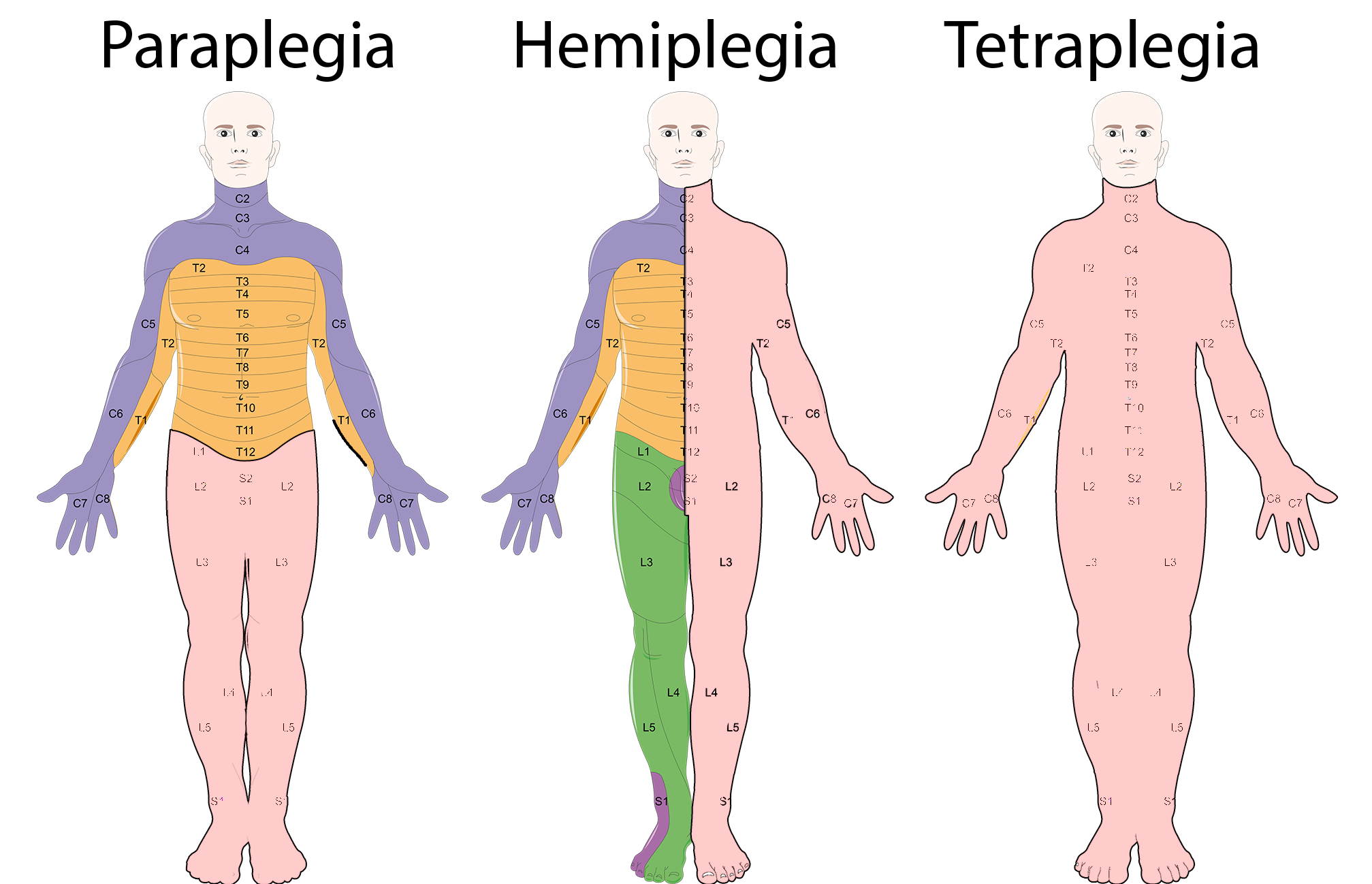
Un esempio di aree interessate che rappresentano le differenze tra paraplegia (a sinistra), emiplegia (al centro) e quadriplegia (a destra).

Anche se il sintomo più evidente è la compromissione degli arti, anche il funzionamento del tronco e degli organi pelvici risulta compromesso. Ciò può portare alla perdita o al deterioramento del controllo dell’intestino e della vescica, della funzione sessuale, della digestione, della respirazione e di altre funzioni autonome. Inoltre, la sensibilità è solitamente compromessa nelle aree colpite. Ciò può manifestarsi come intorpidimento, riduzione della sensibilità o dolore neuropatico. In secondo luogo, a causa del loro funzionamento depresso e della loro immobilità, i tetraplegici sono spesso più vulnerabili alle piaghe da decubito, all'osteoporosi e alle fratture, alle articolazioni congelate, alla spasticità, alle complicazioni respiratorie, alle infezioni, alla disreflessia autonomica, alla trombosi venosa profonda e alle malattie cardiovascolari.
La gravità della condizione dipende sia dal livello di lesione del midollo spinale sia dall’entità della lesione. Un individuo con una lesione a C1 (la vertebra cervicale più alta, alla base del cranio) probabilmente perderà la funzione dal collo in giù e sarà dipendente dal ventilatore. Un individuo con una lesione C7 può perdere la funzione dal torace in giù ma mantenere comunque l'uso delle braccia e gran parte delle mani. Un individuo nel mezzo, con una lesione C5, può perdere alcune funzioni dal torace in giù e le capacità motorie delle mani, ma ha ancora capacità di flessione ed estensione di alcuni muscoli intorno alla schiena o all'area del braccio.
Importante è anche l’entità dell’infortunio. Una recisione completa del midollo spinale comporterà la completa perdita della funzione da quella vertebra in giù. Una lesione parziale o addirittura una contusione del midollo spinale provoca vari gradi di funzionalità mista e paralisi. Un malinteso comune con la tetraplegia è che la vittima non possa muovere gambe, braccia o altre regioni principali del corpo; spesso non è così. Alcuni tetraplegici possono camminare e usare le mani, come se non avessero una lesione al midollo spinale, mentre altri possono usare la sedia a rotelle e mantenere alcune funzioni nelle braccia e nelle dita; ancora una volta, questo varia in base al grado di danno al midollo spinale e si osserva principalmente nella tetraplegia incompleta.
È comune avere un movimento parziale degli arti, come la capacità di muovere le braccia ma non le mani, o essere in grado di usare le dita ma non nella stessa misura di prima dell'infortunio. Inoltre il deficit agli arti può non essere lo stesso su entrambi i lati del corpo; entrambi i lati possono essere più colpiti, a seconda della posizione della lesione sul midollo spinale.
Un altro fattore importante è la possibilità che il paziente possa mostrare movimenti sporadici nelle aree colpite. Una delle cause principali di ciò sarebbe il mioclono o gli spasmi muscolari. "Dopo una lesione del midollo spinale, il normale flusso di segnali viene interrotto e il messaggio non raggiunge il cervello. I segnali vengono invece rimandati alle cellule motorie del midollo spinale e provocano uno spasmo muscolare riflesso. Ciò può provocare una contrazione, uno scatto o un irrigidimento del muscolo."

## Cause
La tetraplegia è causata da un danno elevato al cervello o al midollo spinale. La lesione provoca la perdita parziale o totale della funzione di tutti e quattro gli arti, ovvero delle braccia e delle gambe. Le cause tipiche di questo danno sono traumi (come un incidente stradale, un tuffo in acque poco profonde, una caduta, un infortunio sportivo), malattie (come la mielite trasversa, la sindrome di Guillain-Barré, la sclerosi multipla o la poliomielite) o disturbi congeniti (come la distrofia muscolare).

## Anatomia e funzione

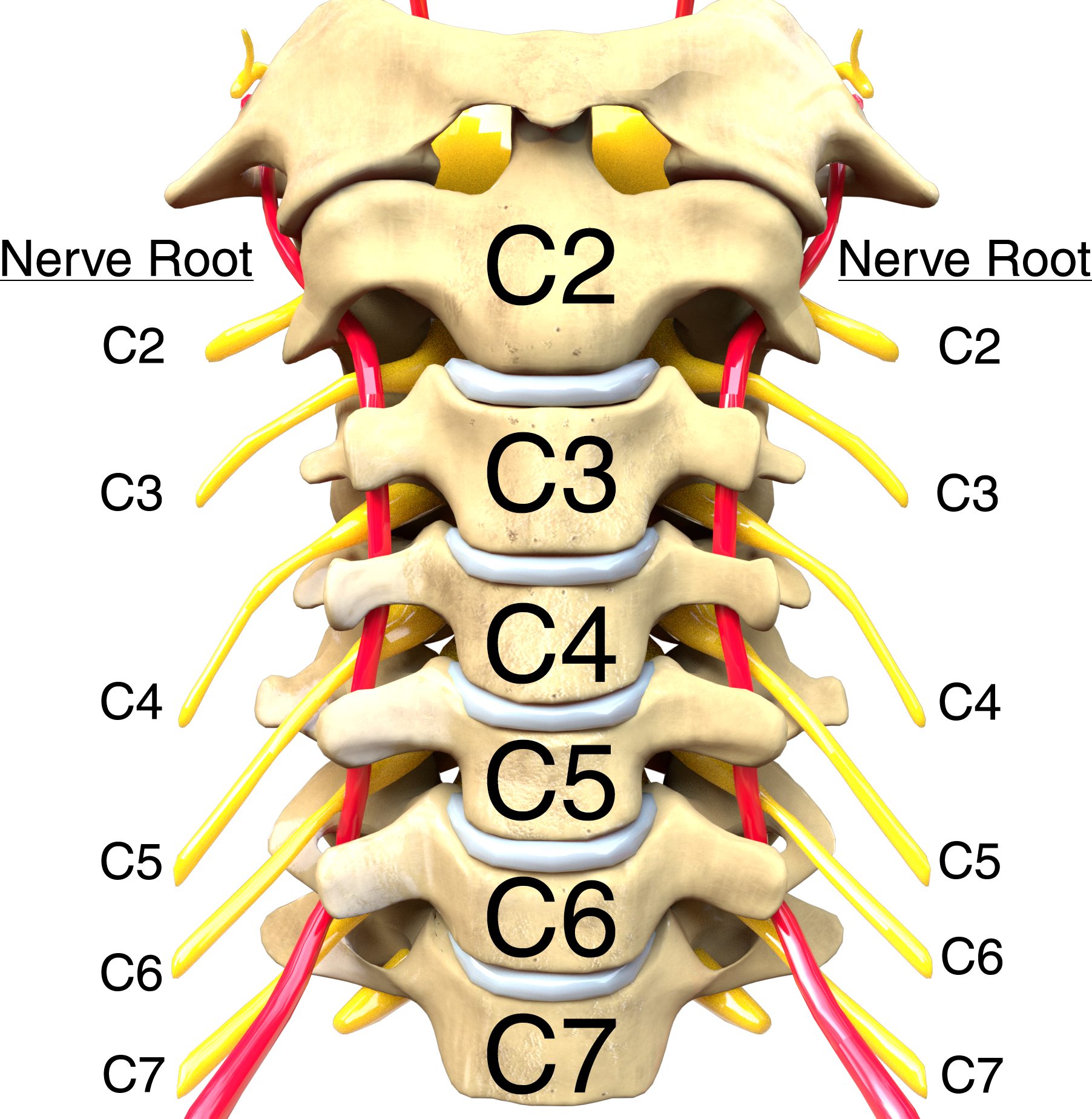
Illustrazione della colonna vertebrale cervicale che mostra la vertebra e le radici nervose.

Nella colonna cervicale, le radici nervose escono dalla colonna sopra la vertebra associata (cioè la radice nervosa C6 esce sopra la vertebra C6). Valutando quale radice nervosa della colonna cervicale è lesionata, è possibile determinare i gruppi muscolari e i dermatomi interessati. Ciò informa il valutatore su quali attività potrebbero essere limitate a causa dell'infortunio. Questo viene in genere fatto 72 ore dopo l'infortunio; gli esami effettuati prima di questo momento si sono rivelati imprecisi a causa della presenza di gonfiore e di altri fattori confondenti. Ad esempio, una lesione a livello della radice nervosa C6 influenzerà la funzione dei tricipiti (estensione del gomito) ma i bicipiti (flessione del gomito) saranno risparmiati; in questo caso, una lesione a livello della radice C6 colpisce tutte le funzioni a quel livello e al di sotto, mentre la radice nervosa C5, che controlla il bicipite, viene risparmiata poiché si trova al di sopra del livello C6 nella colonna vertebrale. Quando si classifica il livello di funzionalità di un individuo, esistono numerosi strumenti di valutazione funzionale che possono essere utilizzati in un contesto clinico e spesso spetta alla discrezione del medico quali strumenti utilizzare. Un elenco completo di questi strumenti è disponibile sul sito web ShirleyRyan AbilityLab.

## Diagnosi

### Classificazione
Le lesioni del midollo spinale sono classificate come complete e incomplete secondo la classificazione dell’American Spinal Injury Association (ASIA). La scala ASIA classifica i pazienti in base al loro deterioramento funzionale a seguito della lesione, classificando un paziente da A a D. Ciò ha conseguenze considerevoli per la pianificazione chirurgica e la terapia. Dopo un esame neurologico completo che esamina i segmenti del corpo corrispondenti alle radici dei nervi spinali, l'esaminatore determinerà il livello motorio e sensoriale del paziente (cioè livello motorio C6, livello sensoriale C7). Questi livelli sono unici per il lato sinistro e destro del paziente. Questo livello viene assegnato in base al livello motorio e sensoriale intatto più basso (il più vicino ai piedi del paziente). Dopo questa assegnazione, viene determinato un livello neurologico di lesione (NLI - neurological level of injury). Il NLI è il segmento più basso con funzione sensoriale e motoria intatta a condizione che sopra questo segmento sia presente una normale funzione sensoriale e motoria.
| Scala di compromissione dell'American Spinal Injury Association | Scala di compromissione dell'American Spinal Injury Association | Scala di compromissione dell'American Spinal Injury Association |
| --------------------------------------------------------------- | --------------------------------------------------------------- | --- |
| A                                                               | Completo                                                        | Nessuna funzione motoria o sensoriale è preservata nei segmenti sacrali S4-S5. |
| B                                                               | Incompleto                                                      | La funzione sensoriale ma non quella motoria è preservata in S4-S5. Nessuna funzione motoria è preservata >3 livelli al di sotto del livello neurologico motorio della lesione.         |
| C                                                               | Incompleto                                                      | La funzione motoria è preservata al di sotto del livello neurologico; più della metà dei muscoli chiave al di sotto del livello neurologico hanno un grado muscolare inferiore a 3.     |
| D                                                               | Incompleto                                                      | La funzione motoria è preservata al di sotto del livello neurologico; almeno la metà dei muscoli chiave al di sotto del livello neurologico ha un grado muscolare pari o superiore a 3. |

#### Lesioni complete del midollo spinale
Come mostrato nella tabella ASIA sopra, una lesione completa del midollo spinale è qualsiasi lesione in cui è assente la funzione motoria e sensoriale nei segmenti sacrali S4 e S5. Ciò viene verificato durante l'esame fisico dall'assenza di tutti e tre: contrazione anale volontaria, pressione anale profonda e sensazione di puntura di spillo + tatto leggero nell'area perineale. S4 e S5 sono entrambe radici dei nervi sacrali che si trovano nella parte più bassa del midollo spinale. In termini più semplici, "completo" è inteso come un modo per esprimere che il midollo spinale è danneggiato in modo tale che nessun segnale, motorio o sensoriale, viene trasportato da o verso il livello della lesione a questi livelli inferiori del midollo spinale.

#### Lesioni incomplete del midollo spinale
Le lesioni incomplete del midollo spinale determinano varie presentazioni post-lesione. Vengono descritte tre sindromi principali, a seconda della sede esatta e dell'estensione della lesione.
1. Sindrome centro-midollare di Schneider: una lesione all'area centrale del midollo spinale, più spesso osservata a seguito di una caduta con conseguente lesione da iperestensione. Questo si presenta tipicamente con debolezza maggiore negli arti superiori che in quelli inferiori.
2. Sindrome di Brown-Séquard: emisezione del midollo spinale con conseguente perdita di: a.) propriocezione ipsilaterale, vibrazione e controllo motorio al di sotto del livello della lesione b.) perdita sensoriale completa al livello della lesione c.) dolore controlaterale e perdita di temperatura[1].
3. Sindrome del midollo anteriore: una lesione dei due terzi anteriori del midollo spinale, più comunemente dovuta a ischemia. Questo si presenta tipicamente con perdita di dolore, temperatura e funzione motoria pari o inferiore al livello della lesione[1].
4. Sindrome della cauda equina: una lesione delle radici nervose lombosacrali che può risparmiare il midollo spinale. Poiché queste radici nervose sono motoneuroni inferiori, si osserva tipicamente una paralisi flaccida degli arti inferiori insieme alla perdita dei riflessi dell'intestino e della vescica, vari gradi di compromissione della sensibilità e perdita dei riflessi sacrali (riflesso bulbocavernoso, riflesso anale)[1].
5. Sindrome del cono midollare: questa lesione si trova tipicamente più in alto nel midollo. Si presenta clinicamente in modo simile alla sindrome della cauda equina, tuttavia possono essere presenti riflessi sacrali intatti. A differenza della cauda equina, la localizzazione unica di questa sindrome la porta a presentarsi con segni misti dei motoneuroni superiori e inferiori[1].

Per la maggior parte dei pazienti con tetraplegia ASIA A (completa), tetraplegia ASIA B (incompleta) e tetraplegia ASIA C (incompleta), il livello di classificazione internazionale del paziente può essere stabilito senza grandi difficoltà. Possono essere eseguite le procedure chirurgiche secondo il livello di classificazione internazionale. Al contrario, per i pazienti con tetraplegia ASIA D (incompleta) è difficile assegnare una classificazione internazionale diversa dal livello X (altri). Pertanto, è più difficile decidere quali procedure chirurgiche dovrebbero essere eseguite. Per questi pazienti è necessario un approccio molto più personalizzato. Le decisioni devono basarsi più sull’esperienza che su testi o riviste.
I risultati dei trasferimenti tendinei per i pazienti con lesioni complete sono prevedibili. D'altra parte, è noto che i muscoli privi di normale eccitazione funzionano in modo inaffidabile dopo i trasferimenti chirurgici dei tendini. Nonostante l’aspetto imprevedibile delle lesioni incomplete, i trasferimenti tendinei possono essere utili. Il chirurgo deve essere sicuro che il muscolo da trasferire abbia potenza sufficiente e sia sotto un buon controllo volontario. La valutazione preoperatoria è più difficile da valutare nelle lesioni incomplete.
I pazienti con una lesione incompleta spesso necessitano di terapia o intervento chirurgico prima della procedura per ripristinare la funzionalità e correggere le conseguenze della lesione. Queste conseguenze sono ipertonicità/spasticità, contratture, iperestesie dolorose e paralisi dei muscoli prossimali degli arti superiori con risparmio dei muscoli distali.
La spasticità è una conseguenza frequente di lesioni incomplete e spesso diminuisce la funzionalità, ma a volte un paziente può controllarla in modo che sia utile alla sua funzione. La sede e l'effetto della spasticità devono essere analizzati attentamente prima di pianificare il trattamento. Un’iniezione di tossina botulinica (Botox) nei muscoli spastici è un trattamento per ridurre la spasticità. Questo può essere utilizzato per prevenire l'accorciamento muscolare e le contratture precoci.

## Prognosi

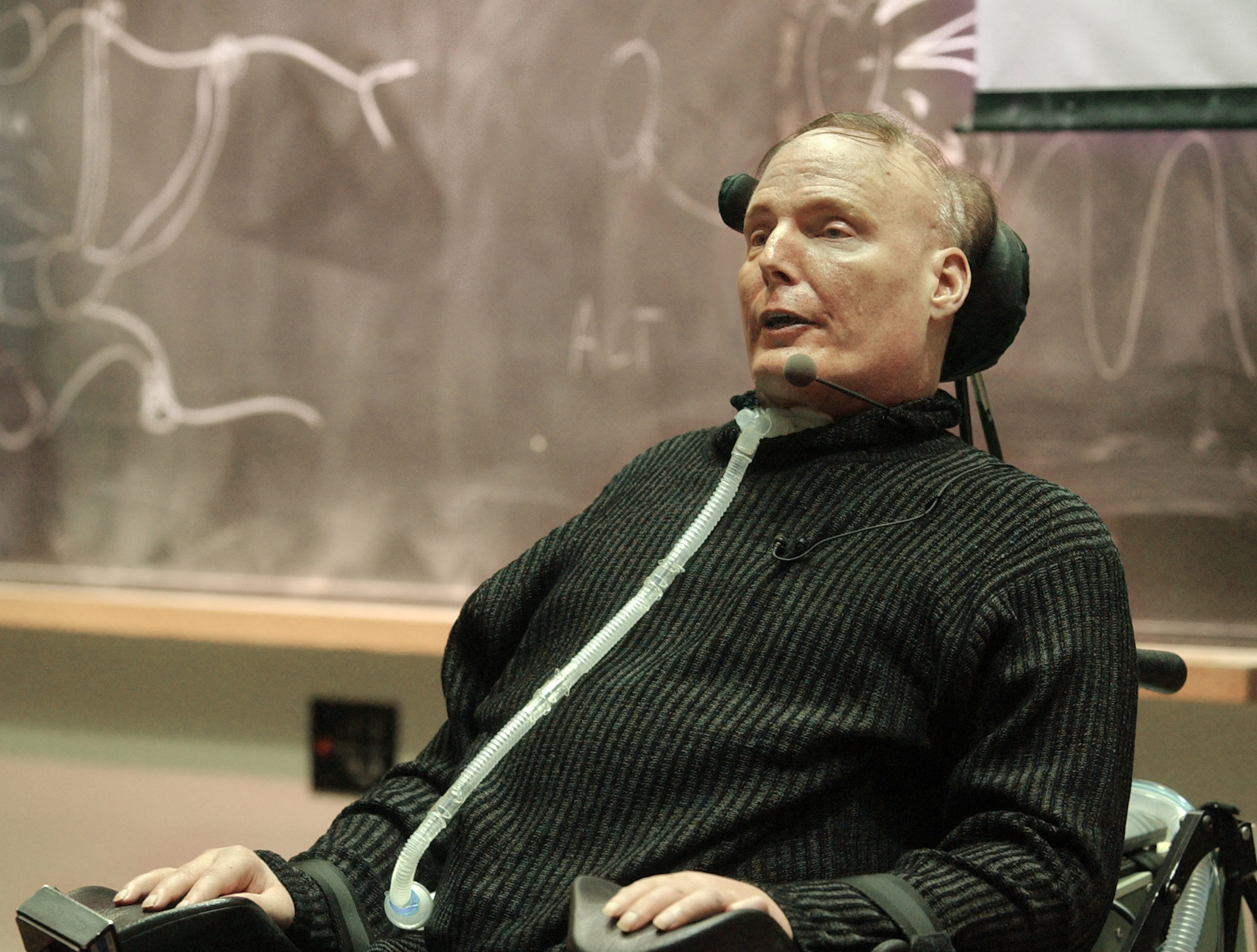
Christopher Reeve nel 2003 discute i potenziali benefici della ricerca sulle cellule staminali in una conferenza sulle neuroscienze al MIT.

I pazienti necessitano di un'assistenza quotidiana in quanto quasi totalmente non-autosufficienti negli spostamenti, nell'alimentazione, nel vestirsi e nell'espletare i bisogni fisiologici. Inoltre le complicanze respiratorie rendono precaria la salute generale.
Una diagnosi tardiva di lesione della colonna vertebrale cervicale ha gravi conseguenze per il paziente. Circa una frattura cervicale su 20 viene persa e circa due terzi di questi pazienti subiscono ulteriori danni al midollo spinale. Circa il 30% dei casi di diagnosi tardiva di lesione del rachide cervicale sviluppa deficit neurologici permanenti. Nelle lesioni cervicali di alto livello può verificarsi la paralisi totale del collo. I tetraplegici di alto livello (C4 e superiore) avranno probabilmente bisogno di cure e assistenza costanti nelle attività della vita quotidiana, come vestirsi, mangiare e prendersi cura dell'intestino/vescica. Gli individui con lesioni C5 mantengono alcune funzioni nei bicipiti, nei deltoidi e in altri muscoli; in genere possono svolgere molte attività quotidiane, tra cui l'alimentazione, il bagno e la toelettatura, ma richiedono un'assistenza totale per la cura dell'intestino e della vescica. Il livello C6 aggiunge funzionalità all'estensore radiale del carpo, al muscolo lungo e ad altri muscoli consentendo l'estensione del polso, l'abduzione della scapola e la flessione del polso; tipicamente, questi pazienti hanno modificato l'alimentazione e la toelettatura indipendenti con attrezzature adattive, indipendenti con la vestizione, possono utilizzare sia una sedia a rotelle manuale che elettrica ma necessitano di assistenza per alcune attività della vita quotidiana. Il livello C7 è dove viene mantenuta la funzione dei tricipiti consentendo l'estensione del braccio; C7 è considerato il livello chiave al quale la maggior parte delle attività possono essere eseguite in modo indipendente con una sedia a rotelle e dispositivi di assistenza; le attività includono l'alimentazione, la toelettatura, la vestizione, la preparazione di pasti semplici e i trasferimenti su superfici piane. Anche nella lesione completa del midollo spinale, è comune che gli individui recuperino fino a 1 livello di funzione motoria.
Anche con lesioni "complete", in alcuni rari casi, attraverso la riabilitazione intensiva, la funzione può essere riacquistata attraverso la plasticità sinaptica, come nel caso dell'attore Christopher Reeve.
Nel caso della paralisi cerebrale, causata da un danno alla corteccia motoria prima, durante (10%) o dopo la nascita, alcune persone con tetraplegia incompleta riescono gradualmente a imparare a stare in piedi o a camminare attraverso la fisioterapia.
I tetraplegici possono migliorare la forza muscolare eseguendo allenamenti di resistenza almeno tre volte a settimana. Combinare l’allenamento di resistenza con un corretto apporto nutrizionale può ridurre notevolmente le comorbilità come l’obesità e il diabete di tipo 2.

### Interazione dei tetraplegici con mezzi digitali
Nel 2024 una serie di sensori sono stati inseriti all’interno dei vasi sanguigni di un uomo tetraplegico, Noland Arbaugh, che possono essere controllati da remoto utilizzando un ricevitore wireless collocato sottopelle, che ritrasmette gli impulsi cerebrali a computer, tablet e smartphone, i quali possono essere attivati dal paziente solo pensando a un comando motorio in quanto i sensori sono in grado di raggiungere la parte superiore del cervello. Il progetto è stato creato da Neuralink.

## Trattamento
La paralisi degli arti superiori si riferisce alla perdita della funzione del gomito e della mano. Quando la funzione dell’arto superiore è assente a causa di una lesione del midollo spinale, ciò rappresenta un ostacolo importante al recupero dell’autonomia. Le persone con tetraplegia dovrebbero essere esaminate e informate sulle opzioni per la chirurgia ricostruttiva delle braccia e delle mani tetraplegiche.